# Ria Schindler
Ria Schindler (* 1. Mai 1953 in Mediasch, Siebenbürgen, Rumänien) ist eine deutsche Theater- und Fernsehschauspielerin siebenbürgisch-sächsischer Abstammung.

## Leben
Ria Schindler wanderte mit neunzehn Jahren als Teil der deutschen Minderheit aus Rumänien aus.
Ihre Schauspielausbildung absolvierte Schindler an einer Münchener Privatschule. Außerdem studierte sie Romanistik und Anglistik. Auf den Theaterbühnen war sie unter anderem in Stuttgart, München, Kaiserslautern und Hannover zu sehen.
Einem breiten Publikum wurde Ria Schindler durch die Rolle der Vera Schildknecht in der Fernsehserie Lindenstraße bekannt. Schindler verkörperte die Rolle von Folge 119 (Erstausstrahlung: 13. März 1988) bis Folge 229 (Erstausstrahlung: 22. April 1990). 
Schindler widmete sich nach der Lindenstraße wieder dem Theater und trat unter anderem 1990 am Theater am Holstenwall in Avery Hopwoods Der Mustergatte auf. 2008 spielte sie im Ernst-Deutsch-Theater eine Rolle in Antigone von Sophokles.
Ria Schindler war mit dem Schauspieler Marcel Werner, dem Sohn von Hanns Lothar und Stiefsohn des Schauspielers Hansjörg Felmy, bis zu Werners Tod im Juni 1986 verheiratet.